# Manuel Ortiz (schermidore)
Manuel Ortíz Luís (L'Avana, 20 maggio 1948 – 10 febbraio 2008) è stato uno schermidore cubano.

## Palmarès
In carriera ha conseguito i seguenti risultati:
- Giochi Panamericani:

Cali 1971: oro nella sciabola a squadre ed argento individuale.
Città del Messico 1975: oro nella sciabola a squadre ed individuale.
San Juan 1979: oro nella sciabola a squadre ed individuale.
Caracas 1983: oro nella sciabola a squadre ed argento individuale.